# 陈氏红山茶
陈氏红山茶（学名：Camellia chunii）是山茶科山茶属的植物。分布于中国大陆的四川等地，生长于海拔2,100米的地区，常生于常绿林中，目前尚未由人工引种栽培。